# Got the magic
Got the magic is het 21-ste muziekalbum van Spyro Gyra. Het album is opgenomen in de Beartracksstudio te Suffern, de privégeluidsstudio van Beckenstein. Met dit album maakte de muziekgroep de overstap naar Windham Hill een platenlabel dat gespecialiseerd is in new agemuziek en fusion.

## Musici
- Jay Beckenstein – saxofoons
- Tom Schuman – toetsinstrumenten
- Julio Fernandez – gitaar
- Scott Ambush – basgitaar
- Joel Rosenblatt – slagwerk

Met
- Basia Trzetrzelewska: zang op "Springtime laughter"
- David Charles: percussie
- Dave Samuels: vibrafoon, marimba op "Breezeway" en "Sierra"
- Scott Kreitzer: dwarsfluit op "Silk and satin", "Havana moonlight" en "Got the magic"
- Jeff Beal: toetsinstrumenten op "Springtime laughter"
- Mike Ricchiuti: aanvullende toetsen op "R.S.V.P"
- Julio Fernandez, Carmen Cuesta en Phil Hamilton: achtergrondzang op "Pure mood" en "Sierra"
- Julio Fernandez, Kay Gile, Billy Cliff en Andrika Hall: achtergrondzang op "Love comes" en "Got the magic"

### No Sweat Horns
- Barry Danielian: trompet, flugelhorn
- Scott Kreitzer: tenorsaxofoon
- Randy Andos: trombone

## Muziek
| Nr. | Titel                                      | Duur |
| --- | ------------------------------------------ | ---- |
| 1.  | Silk and satin (Chuck Loeb)                | 5:31 |
| 2.  | Breezeaway (Jeremy Wall)                   | 4:49 |
| 3.  | Havana moonlight (Beckenstein)             | 4:54 |
| 4.  | Springtime laughter (Jeff Beal, Joan Beal) | 4:51 |
| 5.  | If you will (Beckenstein, Loeb)            | 5:16 |
| 6.  | Got the music (Fernandez)                  | 4:26 |
| 7.  | Teardrops (Beckenstein, Jason Miles)       | 5:28 |
| 8.  | Pure mood (Loeb)                           | 5:58 |
| 9.  | Sierra (Beckenstein)                       | 5:08 |
| 10. | Love comes (Schuman, Fernandez)            | 4:47 |
| 11. | R.S.V.P. (Kreitzer, Andos)                 | 4:27 |